# Эмерант Банк-арена
Эмерант Банк-арена (англ. Amerant Bank Arena) — крытая арена в Санрайзе, Флорида, США. Первоначально называлась «Broward County Civic Arena», «National Car Rental Center», «Office Depot Center», «BankAtlantic Center», «BB&T Center» и «FLA Live-арена». Является домашней ареной для клуба «Флорида Пантерз» из НХЛ. Арена была построена в 1998 году и стоимость строительства составила 185 млн долларов.
Кроме «Пантерз» на арене ранее проводили свои домашние игры: «Флорида Пит Буллз» из Американской баскетбольной ассоциации, «Майами Калиенте» из Футбольной лиги в нижнем белье, «Флорида Бобкэтс» из AFL и «Флорида Тандеркэтс». Здесь также проводился ежегодный баскетбольный матч чемпионата NCAA Орандж Боул. В 2003 и 2023 годах арена принимала матч всех звёзд НХЛ, а в 2005 году — матч всех звёзд АБА.
При строительстве новое сооружение носило название Городской центр округа Бровард. В июле 1998 года компания National Car Rental купила права на название арены и переименовала её в «Нэшионал Кар Рентал-центр». Когда в 2002 году материнская компания NRC ANC Rental обанкротилась, «Пантерз» стали искать нового спонсора сооружения. Летом 2002 года права на названия арены купила компания Office Depot, переименовав сооружения в «Оффис Дипо-центр», а 6 сентября сооружение было переименовано в «Бэнк Атлантик-центр», в честь нового спонсора BankAtlantic. В июле 2012 года BB&T купили BankAtlantic и два месяца спустя переименовали сооружение в «BB&T-центр». В сентябре 2021 года арена получила временное название «FLA Live-арена».